# Исторически факултет (Великотърновски университет)
Историческият факултет на Великотърновския университет е факултет по История, разкрит през 1968 г. във ВТУ „Св. св. Кирил и Методий“.
Първоначално обучението по специалност История (разкрита през септември 1963 г.) е осъществявано от учредената Катедра по история. Първият ръководител на Катедрата е чл.-кор. проф. Александър Бурмов, който е и първият Ректор на ВТУ.
През 1968 г. са учредени първите два самостоятелни факултета във Великотърновската Алма матер – Историческият и Филологическият.
От 1968 г. до днес десет декани са ръководили Факултета:
- доц. Любен Белмустаков
- доц. д-р Христо Коларов
- доц. д-р Петър Тодоров (по-късно – проф. д.и.н.)
- доц. д-р Георги Плетньов
- проф. д.и.н. Йордан Андреев
- доц. д-р Казимир Попконстантинов (по-късно – проф. д.и.н.)
- доц. д-р Радослав Мишев (по-късно – проф. д.и.н.)
- доц. д-р Минчо Минчев
- доц. д-р Андрей Андреев (по-късно – проф. д-р)
- проф. д.и.н. Иван Тютюнджиев
- доц. д-р Николай Ангелов Кънев

През годините Факултетът е дал на страната хиляди учители, научни и музейни работници, специалисти в различни професионални области.
Днес Историческият факултет на ВТУ „Св. св. Кирил и Методий“ е структуриран в пет катедри – Археология, География, Нова и най-нова история на България, Нова и най-нова обща история и Стара и средновековна история. Той е единственият в страната, който предлага обучение в четири акредитирани научни направления, а именно:
1.3. Педагогика на обучението по…
2.2. История и археология
3.1. Социология, антропология, науки за културата
4.4. Науки за Земята.
Обучението се реализира в девет бакалавърски програми: История, Археология, География, Етнология, История и география, История и философия, История и чужд език, Културен туризъм, Регионално развитие и геоикономика, както и в широка палитра от над двадесет специализиращи магистърски програми, част от които нямат аналог в страната. Факултетът е акредитиран да провежда обучение на докторанти, което се осъществява в 10 докторски програми в четирите научни направления.
В обсега на преподавателската дейност на Историческия факултет попадат още специалностите: Български език и история, Български език и география, Балканистика, както и специалности във Филиала на ВТУ в гр. Враца и в Колежа в гр. Плевен.
Щатният академичен състав във Факултета наброява общо 58 преподаватели. От тях 3 са професори доктори на историческите науки, 1 доктор на науките за културата, 12 професори доктори, 24 доценти доктори, 13 главни асистенти доктори, 3 асистенти и 2 преподаватели.
Административната дейност е подкрепена от 2 организатори учебен процес, 2 инспектори и 1 факултетски секретар.